# Parafia św. Wojciecha Biskupa i Męczennika w Kłobii
Parafia Świętego Wojciecha Biskupa i Męczennika w Kłobii – parafia rzymskokatolicka, znajdująca się w diecezji włocławskiej, w dekanacie lubranieckim. 